# Uma Musume Pretty Derby
Uma Musume Pretty Derby (jap. ウマ娘 プリティーダービー Uma musume puritī dābī) – franczyza multimedialna stworzona przez Cygames. Gra mobilna na systemy iOS i Android miała zadebiutować pod koniec 2018 roku, jednak jej premiera została opóźniona do lutego 2021.
Adaptacja w formie telewizyjnego serialu anime, za produkcję którego odpowiadało studio P.A. Works, była emitowana od kwietnia do czerwca 2018. Drugi sezon został stworzony przez Studio Kai, a jego emisja trwała od stycznia do marca 2021. Trzeci sezon był nadawany między październikiem a grudniem 2023.
4-odcinkowa seria ONA, zatytułowana Uma Musume Pretty Derby: Shinjidai no tobira, miała premierę w kwietniu 2023. Film anime, zatytułowany Uma Musume Pretty Derby: Beginning of a New Era, trafił do japońskich kin w maju 2024. Serial anime na bazie mangi Uma Musume: Cinderella Gray zadebiutował w kwietniu 2025.

## Fabuła
W świecie bardzo podobnym do naszego konie wyścigowe mają szansę odrodzić się jako „uma musume” – dziewczęta z końskimi uszami i ogonami, które posiadają także ich szybkość i wytrzymałość. Najlepsze z nich trafiają do Akademii Tracen w Tokio, gdzie trenują, by zdobyć sławę i fortunę zarówno jako zawodniczki w wyścigach, jak i idolki.

## Gry komputerowe

### Uma Musume Pretty Derby
Gra została zapowiedziana w 2016 roku. Animowany zwiastun stworzony przez studio P.A. Works został zaprezentowany podczas wydarzenia AnimeJapan w tym samym roku. Premiera początkowo była zaplanowana na koniec 2018 roku, jednak została opóźniona i ostatecznie miała miejsce 24 lutego 2021. Wersja na komputery osobiste została wydana 10 marca 2021.
24 czerwca 2024 podczas transmisji na żywo ogłoszono wydanie angielskiej wersji gry. Wkrótce potem oficjalne konto Umamusume: Pretty Derby English na platformie X również przekazało tę wiadomość.

### Uma Musume Pretty Derby: Party Dash
Uma Musume Pretty Derby: Party Dash to imprezowa gra komputerowa, która została wydana na platformy Nintendo Switch, PlayStation 4 i Steam 30 sierpnia 2024. Gra została zapowiedziana podczas transmisji Nintendo Direct 21 czerwca 2023. 22 lutego 2024 ujawniono, że sylwetka w logo przedstawia Still in Love, nową uma musume ogłoszoną tego samego dnia.

## Manga

### Uma Musume Pretty Derby: Haru Urara,Ganbaru!
Manga, zatytułowana Uma Musume Pretty Derby: Haru Urara, Ganbaru!, została napisana przez Katsumi Nakayamę i zilustrowana przez Huan Yu (ZECO). Była publikowana w serwisie Cycomics od 8 maja do 11 września 2016. Główną bohaterką tej mangi jest Haru Urara.

### Starting Gate!: Uma Musume Pretty Derby
Manga Starting Gate!: Uma Musume Pretty Derby, napisana przez Cygames i zilustrowana przez S. Kosugi, ukazywała się w serwisie Cycomics od 25 marca 2017 do 23 listopada 2019. Całość została zebrana w 6 tankōbonach, wydawanych od 28 lipca 2017 do 18 marca 2022.
| Nr | Data wydania (język japoński) | ISBN (język japoński)  |
| -- | ----------------------------- | ---------------------- |
| 1  | 28 lipca 2017                 | ISBN 978-4-06-509201-9 |
| 2  | 28 stycznia 2018              | ISBN 978-4-06-509247-7 |
| 3  | 30 maja 2018                  | ISBN 978-4-06-509267-5 |
| 4  | 29 marca 2019                 | ISBN 978-4-06-515533-2 |
| 4  | 29 marca 2019                 | ISBN 978-4-06-515533-2 |
| 5  | 18 marca 2022                 | ISBN 978-4-09-850714-6 |
| 6  | 18 marca 2022                 | ISBN 978-4-09-850715-3 |

### Umayon
Czteropanelowa manga Umayon autorstwa Jeta Kumy była publikowana w serwisie Cycomics od 30 marca 2018 do 15 stycznia 2021.

### Uma Musume: Cinderella Gray
Kolejna manga, zatytułowana Uma Musume: Cinderella Gray, została wyprodukowana przez Junnosuke Itō, napisana przez Masafumi Sugiura i zilustrowana przez Taiyō Kuzumiego. Jej pierwszy rozdział został opublikowany 11 czerwca 2020 w magazynie „Shūkan Young Jump” wydawnictwa Shūeisha. Pierwszy tom tankōbon został wydany 19 stycznia 2021. Według stanu na 18 marca 2025, do tej pory wydano 18 tomów. Główną bohaterką jest Oguri Cap.
| Nr | Data wydania (język japoński) | ISBN (język japoński)  |
| -- | ----------------------------- | ---------------------- |
| 1  | 19 stycznia 2021              | ISBN 978-4-08-891705-4 |
| 2  | 19 lutego 2021                | ISBN 978-4-08-891795-5 |
| 3  | 19 maja 2021                  | ISBN 978-4-08-891896-9 |
| 4  | 18 sierpnia 2021              | ISBN 978-4-08-892050-4 |
| 5  | 17 grudnia 2021               | ISBN 978-4-08-892077-1 |
| 6  | 18 lutego 2022                | ISBN 978-4-08-892223-2 |
| 7  | 18 maja 2022                  | ISBN 978-4-08-892302-4 |
| 8  | 19 sierpnia 2022              | ISBN 978-4-08-892401-4 |
| 9  | 19 grudnia 2022               | ISBN 978-4-08-892533-2 |
| 10 | 17 marca 2023                 | ISBN 978-4-08-892657-5 |
| 11 | 19 czerwca 2023               | ISBN 978-4-08-892785-5 |
| 12 | 19 września 2023              | ISBN 978-4-08-892824-1 |
| 13 | 19 grudnia 2023               | ISBN 978-4-08-893104-3 |
| 14 | 18 marca 2024                 | ISBN 978-4-08-893121-0 |
| 15 | 19 czerwca 2024               | ISBN 978-4-08-893239-2 |
| 16 | 19 września 2024              | ISBN 978-4-08-893379-5 |
| 17 | 18 grudnia 2024               | ISBN 978-4-08-893583-6 |
| 18 | 18 marca 2025                 | ISBN 978-4-08-893476-1 |
| 19 | 17 kwietnia 2025              | ISBN 978-4-08-893649-9 |

### Uma Musume Pretty Derby Uma Musumeshi
Manga, zatytułowana Uma Musume Pretty Derby Uma Musumeshi, jest publikowana na stronie Cycomics od 2 marca 2023. Do 19 grudnia 2024 wydano 5 tomów.
| Nr | Data wydania (język japoński) | ISBN (język japoński)  |
| -- | ----------------------------- | ---------------------- |
| 1  | 19 lipca 2023                 | ISBN 978-4-09-852338-2 |
| 2  | 19 października 2023          | ISBN 978-4-09-852880-6 |
| 3  | 28 lutego 2024                | ISBN 978-4-09-853103-5 |
| 4  | 19 czerwca 2024               | ISBN 978-4-09-853334-3 |
| 5  | 19 grudnia 2024               | ISBN 978-4-09-853620-7 |

### Uma Musume Pretty Derby: Star Blossom
Kolejna manga, zatytułowana Uma Musume Pretty Derby: Star Blossom, napisana przez Monjūsaki i zilustrowana przez Shin Hotani. Jest publikowana w magazynie internetowym Shōnen Jump+, aplikacji YanJan! i serwisie Tonari no Young Jump od 10 kwietnia 2023. Główną bohaterką jest Sakura Laurel. Do 18 marca 2025 ukazały się 4 tomy.
| Nr | Data wydania (język japoński) | ISBN (język japoński)  |
| -- | ----------------------------- | ---------------------- |
| 1  | 19 września 2023              | ISBN 978-4-08-892828-9 |
| 2  | 18 marca 2024                 | ISBN 978-4-08-893136-4 |
| 3  | 19 września 2024              | ISBN 978-4-08-893368-9 |
| 4  | 18 marca 2025                 | ISBN 978-4-08-893601-7 |

### Uma Musume PisuPisu☆SupiSupi Golshi-chan
Manga Uma Musume PisuPisu☆SupiSupi Golshi-chan autorstwa Naokiego Shibaty, ukazuje się na stronie internetowej Shūkan CoroCoro Comic od 29 listopada 2023. Jej główną bohaterką jest Gold Ship. Według stanu na 18 grudnia 2024, do tej pory wydano 3 tomy.
| Nr | Data wydania (język japoński) | ISBN (język japoński)  |
| -- | ----------------------------- | ---------------------- |
| 1  | 28 lutego 2024                | ISBN 978-4-09-143703-7 |
| 2  | 27 czerwca 2024               | ISBN 978-4-09-149740-6 |
| 3  | 18 grudnia 2024               | ISBN 978-4-09-149839-7 |

## Anime

### Uma Musume Pretty Derby
13-odcinkowy telewizyjny serial anime był emitowany od 2 kwietnia do 18 czerwca 2018 na antenie Tokyo MX, przy czym dwa pierwsze odcinki wyemitowano jeden po drugim. Anime zostało wyreżyserowane przez Keia Oikawę, scenariusz napisali Masafumi Sugiura i Akihiro Ishihara, a animację wykonało studio P.A. Works. Za muzykę do serialu odpowiada Utamaro Movement. Motywem otwierającym pierwszy sezon jest „Make Debut”, a końcowym „Grow Up Shine!”; oba utwory wykonują Special Week (Azumi Waki), Silence Suzuka (Marika Kōno), Tokai Teio (Machico), Vodka (Ayaka Ōhashi), Daiwa Scarlet (Chisa Kimura), Gold Ship (Hitomi Ueda) oraz Mejiro McQueen (Saori Ōnishi).
Drugi sezon został zapowiedziany 22 września 2020. Produkcją animacji zajęło się Studio Kai, które zastąpiło P.A. Works. Seria była emitowana od 5 stycznia do 30 marca 2021.
22 lutego 2022 w serwisie YouTube opublikowano nową animację zatytułowaną „1st Anniversary Special Animation”, aby uczcić pierwszą rocznicę gry. Jest to kontynuacja drugiego sezonu anime. Powstanie trzeciego sezonu ogłoszono 6 listopada 2022. Za scenariusz odpowiadali Shingo Nagai i Tetsuya Kobari, natomiast reszta ekipy produkcyjnej powróciła do prac na serialem. Sezon ten był emitowany od 5 października do 28 grudnia 2023.

### Umayon
Telewizyjny serial anime oparty na czteropanelowej mandze Umayon (jap. うまよん) był emitowany od 7 lipca do 22 września 2020. Serię wyreżyserował Seiya Miyajima, a za produkcję odpowiadały studia DMM.futureworks i W-Toon Studio.

### Umayuru
Nowa krótkometrażowa seria anime, zatytułowana Umayuru (jap. うまゆる), została ogłoszona 5 maja 2022. Za animację odpowiada studio Scooter Films, a Seiya Miyajima powrócił jako reżyser i projektant postaci. Scenariusz napisali Seiichirō Mochizuki i Yumi Suzumori. Premiera serii miała miejsce 16 października 2022 na platformie YouTube.

### Uma Musume Pretty Derby: Road to the Top
Seria ONA, zatytułowana Uma Musume Pretty Derby: Road to the Top (jap. ウマ娘 プリティーダービー Road to the Top), została zapowiedziana 4 maja 2022. Za animację odpowiada studio CygamesPictures, reżyserem został Chengzhi Liao, scenariusz napisał Tetsuya Kobari, natomiast Jun Yamazaki zaprojektował postacie i był pełnił rolę głównego reżysera animacji. Premiera odbyła się 16 kwietnia 2023 w serwisie YouTube. Film kompilacyjny tej serii trafił do japońskich kin 10 maja 2024, dwa tygodnie przed premierą Shinjidai no tobira.

### Uma Musume Pretty Derby: Shinjidai no tobira
Film anime zatytułowany Uma Musume Pretty Derby: Shinjidai no tobira (jap. ウマ娘 プリティーダービー 新時代の扉), którego główną bohaterką jest Jungle Pocket, został ogłoszony 28 grudnia 2023. Za animację odpowiada studio CygamesPictures, reżyserem jest Ken Yamamoto, scenariusz napisała Kiyoko Yoshimura,  natomiast postacie zaprojektował Jun Yamazaki, który pełnił również rolę głównego reżysera animacji. Muzykę skomponowali Yoshiaki Fujisawa i Masaru Yokoyama. Film trafił do japońskich kin 24 maja 2024.

### Uma Musume: Cinderella Gray
Telewizyjny serial anime oparty na mandze Uma Musume: Cinderella Gray został zapowiedziany 23 sierpnia 2024. Seria jest produkowana przez studio CygamesPictures, za reżyserię odpowiadają Yūki Itō oraz Takehiro Miura, scenariusz napisali Aki Kindaichi i Masafumi Sugiura, postacie zaprojektowali Takuya Miyahara i Keigo Sasaki, a muzykę skomponował Kenji Kawai. Serial ma zostać wyemitowany w dwóch częściach na antenie TBS, a premiera pierwszej odbyła się 6 kwietnia 2025. Motywem otwierającym pierwszej części jest „Koeru” w wykonaniu Alexandros.